# Hôpital Roi-Fayçal
 (juin 2025).
Le contenu est difficilement compréhensible vu les erreurs de traduction, qui sont peut-être dues à l'utilisation d'un logiciel de traduction automatique.
L'hôpital Roi-Faisal est un hôpital situé dans le quartier de Kacyiru, dans la capitale rwandaise, Kigali. Il a été créé entre  1987et 1991 avec l'aide du Saudi Fund for Development (en)(SFD). Plus grand hôpital de référence du Rwanda, il s'étend sur 7,9 hectares. Il est situé dans un quartier haut de gamme et dispose de 18 000 mètres carrés de surface habitable répartis sur 4 étages et d'un bâtiment d'extension de 2 285 mètres carrés de surface habitable. L'hôpital offre une gamme de soins médicaux hautement spécialisés, notamment le diagnostic de maladies et le traitement spécialisé.

## Installations

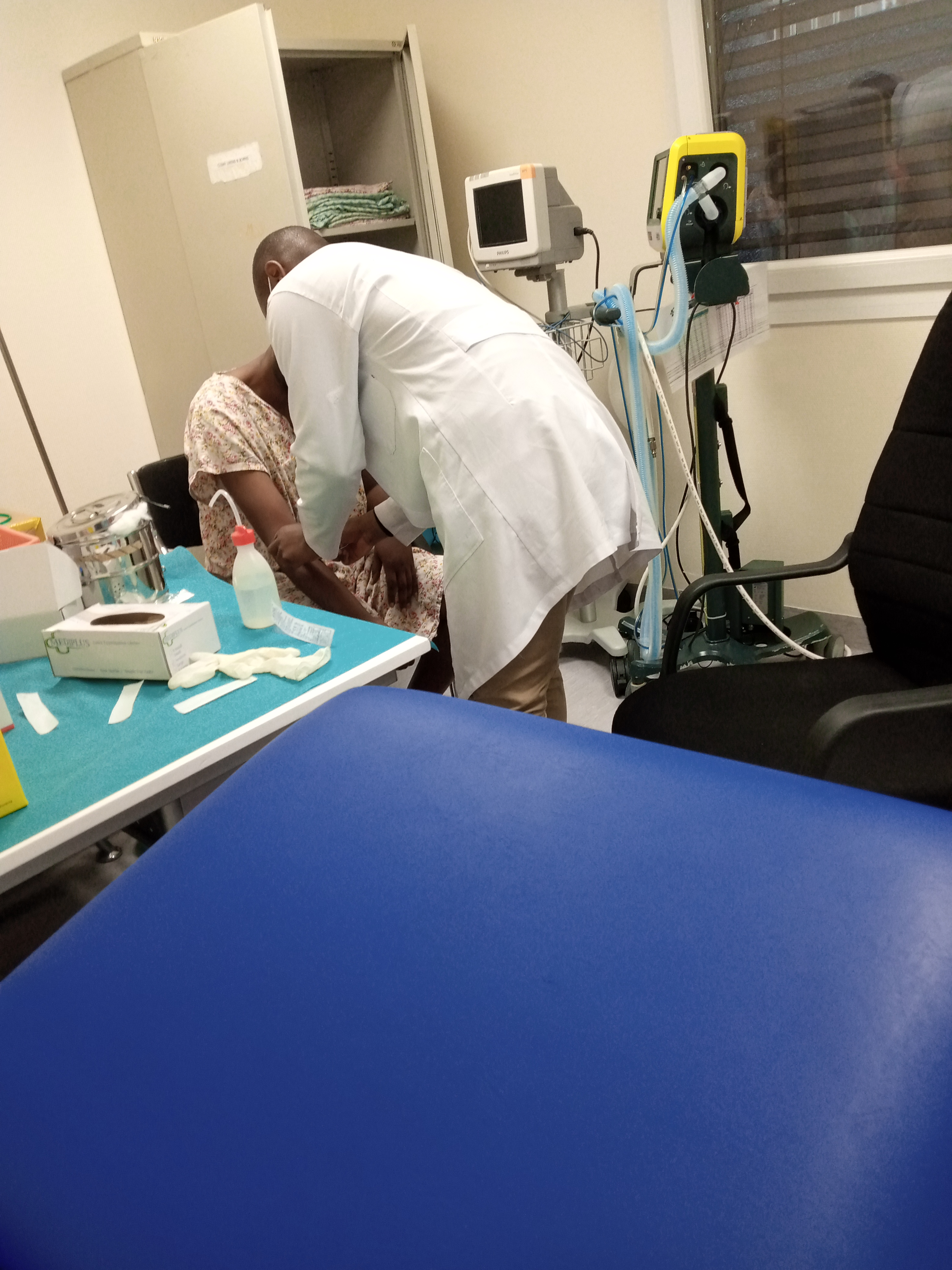

L'hôpital Roi-Faisal de Kigali dispose de 160 lits. Cela comprend 7 lits d'unité de soins intensifs (USI), 7 lits d'unité de soins intensifs, 5 salles d'opération, 7 lits Neonatal intensive care unit (en), 13 lits dans les salles d'observation d'urgence et 2 salles de réanimation entièrement équipées. L'hôpital dispose également d'une aile privée avec huit chambres haut de gamme, dont deux sont des chambres de soins intensifs.
Avec un nombre annuel moyen de consultations de 72 201 patients et un nombre annuel moyen d'admissions de 8 346, l'hôpital présente la durée moyenne de séjour la plus basse de la région, soit 5 jours.
L'hôpital Roi-Faisal de Kigali a acquis un laboratoire de cathétérisme ( Catheterization laboratory (en)) en novembre 2020. Le laboratoire sera utilisé pour plusieurs procédures, notamment le diagnostic et le traitement de certaines maladies cardiovasculaires; la réalisation d'angioplastie coronaire (ouverture de vaisseaux sanguins rétrécis ou obstrués qui alimentent le cœur en sang); la pose de stents coronaires (placement de dispositifs en forme de tube dans les artères coronaires qui alimentent le cœur en sang pour les maintenir ouvertes); ainsi que d'autres interventions visant à corriger le flux sanguin, à réparer les trous dans le cœur ou à localiser les blocages dans les vaisseaux sanguins.
En décembre 2020, l’hôpital a acquis un scanner numérique IRM de 1,5 Tesla. L'IRM est la technologie la plus récente. Il fournit des analyses à plus haute résolution des organes et des tissus du corps et permet un meilleur diagnostic. L'hôpital dispose du seul scanner CT d'une capacité de 128 coupes du pays, ainsi que de 13 machines d'hémodialyse .
En septembre 2020, l’hôpital avait entamé un projet de rénovation et d’agrandissement. Le nouveau bloc de consultations externes comprend 45 nouvelles salles de consultation et une clinique externe qui offriront des services haut de gamme. La première phase du projet de rénovation, axée sur la rénovation du hall d'entrée de l'hôpital et de l'aile privée réservée aux patients hospitalisés, a été achevée.

## Origine du nom
L'hôpital a été nommé d'après le roi Fayçal ben Abdelaziz Al Saoud (1906-1975), qui était un homme d'État saoudien, diplomate et roi d' Arabie saoudite du 2 novembre 1964 jusqu'à son assassinat en 1975. Avant son accession au trône, il a été prince héritier d'Arabie saoudite du 9 novembre 1953 au 2 novembre 1964 et a été brièvement régent de son demi-frère le Roi Saoud en 1964. Il était le troisième fils du Roi Abdulaziz, le fondateur de l'Arabie saoudite moderne, et le deuxième des six fils d'Abdulaziz qui étaient rois.

## Spécialités
L’hôpital a investi dans des spécialités médicales clés, notamment la cardiologie, la chirurgie cardio-thoracique, la neurochirurgie, la chirurgie digestive et l’orthopédie. Les autres spécialités comprennent la néphrologie, la médecine d'urgence, la pédiatrie, l'oncologie, la gynécologie et l'obstétrique; l'ORL; l'urologie ; la pneumologie; les services dentaires et maxillo-faciaux; l'ophtalmologie; la dermatologie ; l'hématologie; et les services de pathologie.
Avec l'arrivée en janvier 2021 d'un néphrologue adulte spécialisé et l'un des pionniers de la transplantation rénale en Afrique subsaharienne, l'hôpital prévoit de démarrer un centre de transplantation rénale au dernier trimestre 2021, qui sera le tout premier au Rwanda.

## Accréditation
L'hôpital Roi-Faisal de Kigali est accrédité par COHSASA. COHSASA est un organisme d'accréditation basé au Cap, en Afrique du Sud, qui gère un programme d'accréditation des soins de santé également accrédité par l'ISQua, la Société internationale pour la qualité des soins de santé.

## Fondation de l'hôpital Roi Faisal du Rwanda(KFHRF)
La King Faisal Hospital Rwanda Foundation (« Fondation de l'hôpital Roi-Faisal Rwanda ») est actuellement à ses débuts suite à un plan d'action approuvé par l'hôpital en octobre 2020 Dans le domaine de santé, les principaux objectifs de la Fondation seront de soutenir les chercheurs par le financement, la formation et la facilitation de la diffusion des données de recherche, d'établir des relations stratégiques avec des institutions universitaires, axées sur la recherche et parrainant la recherche, et de soutenir la formation des chercheurs médicaux. Dans le cadre de l'action sociale qui constitue une partie intégrante de la fondation, l'hôpital aidera financièrement les patients qui ne peuvent pas se permettre des soins médicaux et continuera à sensibiliser le public sur les MNT et les maladies congénitales et chirurgicales pour la prévention et la consultation précoce. En outre, la fondation soutiendra des camps chirurgicaux et des actions de sensibilisation dans le pays afin de réduire les longues listes d’attente dans les hôpitaux universitaires. Enfin, dans le domaine de l’éducation, la fondation promouvra de nouveaux outils d’apprentissage, notamment l’apprentissage en ligne, et soutiendra la formation médicale continue (FMC).[réf. nécessaire]